# Tropischer Sturm Arlene (1959)
Tropischer Sturm Arlene war ein kurzlebiger tropischer Wirbelsturm, der sich einige Tage vor Beginn der atlantischen Hurrikansaison 1959 entwickelte und am 30. Mai im mittleren Küstenabschnitt von Louisiana über Land gelangte, wobei eine Person indirekt getötet wurde. Die Entwicklung von Arlene war langsam, bevor das System genügend Konvektion gewinnen konnte, um am 28. Mai als Tropischer Sturm Arlene klassifiziert zu werden. Der Sturm intensivierte sich langsam und erreichte am 30. Mai seine größte Stärke mit Spitzenwindgeschwindigkeiten von 95 km/h. In der Nähe des Landes schwächte sich der Sturm rapide ab und im Laufe der Nacht gelangte der Sturm mit Windgeschwindigkeiten von 75 km/h über Land. Arlene schwächte sich am nächsten Morgen nach heutigen Kriterien zu einem tropischen Tiefdruckgebiet ab. Das System zerfiel am Nachmittag des 31. Mai zu einem Resttief und löste sich spät am 2. Juni über South Carolina auf.
Arlene lud über dem Südosten der vereinigten Staaten örtlich bis zu 300 mm Niederschlag ab, wobei der Höchstwert mit 333,5 mm in Houma sich innerhalb von drei Tagen kumulierte. Der Starkregen führt zu leichten Überschwemmungen in Louisiana und die Schäden am Eigentum summierten sich auf 500,000 US-Dollar (in Preisen von 1959). Ein Toter wurde indirekt dem Sturm zugeschrieben, als ein Mann in der stürmischen See vor der Küste von Texas ertrank.

## Sturmverlauf
Der Tropische Sturm Arlene entwickelte sich aus einer tropischen Welle, die erstmals am 23. Mai in der Nähe der Dominikanischen Republik beobachtet wurde. Diese Welle entwickelte sich langsam, als sie westwärts durch das Karibische Meer zog. Sie entwickelte sich am 25. Mai zu einem Tiefdruckgebiet, das zwei Tage später in den Golf von Mexiko gelangte und eine Wetterbeobachtung durch ein Schiff ergab am nächsten Tag, dass das System eine geschlossene Zirkulation entwickelt hatte. In der Frühe des folgenden Tages wurde festgestellt, dass das System sich zum ersten tropischen Sturm der atlantischen Hurrikansaison 1959 entwickelt hat, dem der Name Arlene zugeteilt wurde, als sich das Zentrum rund 480 km südsüdöstlich von New Orleans, Louisiana befand und die andauernden Winde eine Geschwindigkeit von 65 km/h erreichten. Arlene zog mit einer Vorwärtsgeschwindigkeit von 15 bis 25 km/h nach Nordwesten und intensivierte sich dabei im Tagesverlauf langsam. Am 29. Mai drehte Arlene mehr nach Westen und die Vorwärtsgeschwindigkeit nahm ab. Im Verlaufe der Nacht wurde Arlene fast stationär.  Der Sturm befand sich rund 240 km südlich von Lafayette, als es nordwärts weiter triftete und der Höhepunkt des Sturmes mit Windgeschwindigkeiten von 85 km/h geschätzt wurde. Bei der Nachanalyse stellte man allerdings fest, dass der Zeitpunkt der größten Stärke von Arlene kurz vor Erreichen des Festlandes mit Windgeschwindigkeiten um 95 km/h lag. Als sich Arlene der Küste näherte, begann sich der Sturm aufgrund der Einwirkung des Landes abzuschwächen. Arlene kreuzte die Küstenlinie etwa 65 km südöstlich von Lafayette, Louisiana um 16:00 Uhr CST mit Windgeschwindigkeiten von 75 km/h, wie die Nachanalyse ergab, operativ war diese Geschwindigkeit mit 85 km/h angenommen worden. Arlene schwächte sich über Land rasch ab, nach heutigen Kriterien zu einem tropischen Tiefdruckgebiet und löste sich am 31. Mai zu einem Resttief auf. Das Resttief hing noch bis zum 2. Juni über dem Süden der Vereinigten Staaten, bis es sich über South Carolina endgültig auflöste.

## Vorbereitungen und Auswirkungen
Das Tief, das schließlich Arlene wurde, führte am 27. Mai zu Windwarnungen und Empfehlungen für kleine Wasserfahrzeuge für beide Küsten im südlichen Florida. Als das Tief am nächsten Tag zu tropischen Sturm hochgestuft wurde, wurden die Warnungen für kleine Wasserfahrzeuge räumlich deutlich ausgeweitet. Sie umfassten nun den Abschnitt vom Sabine Pass, Texas bis Saint Marks, Florida. Sturmwarnungen betrafen den Abschnitt zwischen Morgan City, Louisiana und Pascagoula, Mississippi. Für diesen Abschnitt wurde eine Sturmflut erwartet, die 0,6–1,2 m über dem Normalstand erreichen sollte. Als sich Arlene der Küste näherte, wurden die Warnungen für kleine Wasserfahrzeuge südlich von Pensacola aufgehoben, aber westwärts bis nach Galveston, Texas erweitert. Die Warnung vor einem tropischen Sturm umfasste nun den Küstenabschnitt von Galveston bis nach Grand Isle, Louisiana.
Die Windgeschwindigkeiten von Arlene erreichten bis 95 km/h mit Böen bis zu 120 km/h. Der niedrigste Luftdruck über Land wurde mit 29.52 inHg, was etwa 1000 mbar (hPa) entspricht. Die Sturmflut erreichte bis zu 90 cm auf Weeks Island und bei Point Au Fer, Louisiana. Innerhalb des Bundesstaates wurden örtlich stärke Niederschläge aufgezeichnet, deren Höchstwert mit 333,5 mm in Houma aufgezeichnet wurde. Das Resttief brachte Regenfälle bis in den Süden von Georgia. Mancherorts wurden Schäden durch über die Ufer tretende Flüsse und an der Ernte gemeldet, die aber allgemein gering waren. Insgesamt verursachte Arlene Schäden in Höhe von 500.000 US-Dollar (1959). Eine Person verlor indirekt durch Arlene ihr Leben – der Mann ertrank vor der Küste bei Galveston in der rauen See.

## Namen und Wetterrekorde
Aufgrund der minimalen Auswirkungen wurde der Name nicht gestrichen und erneut verwendet, nämlich 1963, 1967, 1971, 1981, 1987, 1993, 1999 und 2005. Er steht auf der Liste der Namen tropischer Wirbelstürme für 2011 und ist mit bisher neun Verwendungen der meist verwendete Name für einen tropischen Wirbelsturm im atlantischen Becken, seitdem 1950 die Namensvergabe begonnen wurde. Mit dem 30. Mai markierte Arlene 1959 das bis heute früheste Datum, zu welchem seit Beginn der systematischen Wetteraufzeichnungen ein tropischer Wirbelsturm in diesem Bundesstaat über Land gelangte.